# Квінт Цецилій Метелл Критський
Квінт Цецилій Метелл Критський (110/112 — 54 роки до н. е.) — політичний, державний та військовий діяч Римської республіки, консул 69 року до н. е.

## Життєпис
Походив з роду нобілів Цециліїв Метеллів. Син Гая Цецилія Метелла Капрарія, консула 113 року до н. е. 
У 74 році до н. е. став претором, а у 73 році до н. е. його обрано до колегії понтифіків. У 69 році до н. е. його обрано консулом разом з Квінтом Гортензієм Горталом; на цій посаді з успіхом боровся проти критських піратів. У 68 році до н. е. призначено проконсулом Крита та Ахейї. Під час цього виграв битви при Кідонії, після чого захопив міста Кносс, Лікт та Кідонію. Вступив у конфлікт з Гнеєм Помпеєм Великим стосовно повноважень останнього щодо Криту. У 66 році до н. е. Метелл перетворив Крит на римську провінцію. Після повернення до Риму до 62 року до н. е. чекав на тріумф, якому перешкоджали прихильники Помпея.
У 63 році до н. е. Метелла спрямовано до Апулія для придушення повстання рабів, після чого очолював посольство до племен Трансальпійської Галлії, зокрема до едіїв. У 57 році до н. е. брав участь у розгляді справ щодо римського будинку Цицерона. Незабаром після цього Метелл помер.

## Родина
- Квінт Цецилій Метелл
- Марк Цецилій Метелл, народний трибун 55 року до н. е.
- Цецилія Метелла Кретіка